# Prezydenci Syrii

## Chronologiczna lista głów państwa syryjskiego
| Osoba                                             | Osoba                                | Osoba                                | Kadencja                             | Kadencja                             | Partia polityczna                       |
| #                                                 | Portret                              | Imię i nazwisko                      | Od                                   | Do                                   | Partia polityczna                       |
| Syria (mandat francuski) (1922–1930)              | Syria (mandat francuski) (1922–1930) | Syria (mandat francuski) (1922–1930) | Syria (mandat francuski) (1922–1930) | Syria (mandat francuski) (1922–1930) | Syria (mandat francuski) (1922–1930)    |
| ------------------------------------------------- | ------------------------------------ | ------------------------------------ | ------------------------------------ | ------------------------------------ | --------------------------------------- |
| 1                                                 |                                      | Subhi Barakat (1883–1939)            | 28 czerwca 1922                      | 21 grudnia 1925                      | bezpartyjny                             |
| –                                                 |                                      | François Pierre-Alype (1853–1932)    | 9 lutego 1926                        | 28 kwietnia 1926                     | bezpartyjny                             |
| 2                                                 |                                      | Ahmad Nami (1879–1960)               | 28 kwietnia 1926                     | 15 lutego 1928                       | bezpartyjny                             |
| –                                                 |                                      | Tadż al-Din al-Hasani (1885–1943)    | 15 lutego 1928                       | 14 maja 1930                         | bezpartyjny                             |
| Republika Syryjska (mandat francuski) (1930–1945) |                                      |                                      |                                      |                                      |                                         |
| –                                                 |                                      | Tadż al-Din al-Hasani (1885–1943)    | 14 maja 1930                         | 19 listopada 1931                    | bezpartyjny                             |
| –                                                 |                                      | Léon Solomiac (1873–1960)            | 19 listopada 1931                    | 11 czerwca 1932                      | bezpartyjny                             |
| 3                                                 |                                      | Muhammad Ali al-Abid (1867–1939)     | 11 czerwca 1932                      | 21 grudnia 1936                      | bezpartyjny                             |
| 4                                                 |                                      | Haszim al-Atasi (1875–1960)          | 21 grudnia 1936                      | 7 lipca 1939                         | Blok Narodowy                           |
| 5                                                 |                                      | Bahidż al-Chatib (1895–1981)         | 10 lipca 1939                        | 4 kwietnia 1941                      | bezpartyjny                             |
| –                                                 |                                      | Chalid al-Azm (1903–1965)            | 4 kwietnia 1941                      | 16 września 1941                     | bezpartyjny                             |
| 6                                                 |                                      | Tadż al-Din al-Hasani (1885–1943)    | 16 września 1941                     | 17 stycznia 1943                     | bezpartyjny                             |
| –                                                 |                                      | Dżamil al-Ulszi (1883–1951)          | 17 stycznia 1943                     | 25 marca 1943                        | bezpartyjny                             |
| 7                                                 |                                      | Ata al-Ajjubi (1877–1951)            | 25 marca 1943                        | 17 sierpnia 1943                     | bezpartyjny                             |
| 8                                                 |                                      | Szukri al-Kuwatli (1891–1967)        | 17 sierpnia 1943                     | 24 października 1945                 | Blok Narodowy                           |
| Republika Syryjska (1945–1958)                    |                                      |                                      |                                      |                                      |                                         |
| (8)                                               |                                      | Szukri al-Kuwatli (1891–1967)        | 24 października 1945                 | 29 marca 1949                        | Blok Narodowy                           |
| 9                                                 |                                      | Husni az-Za’im (1897–1949)           | 30 marca 1949                        | 14 sierpnia 1949                     | Syryjska Partia Socjal-Nacjonalistyczna |
| 10                                                |                                      | Sami al-Hinnawi (1898–1950)          | 14 sierpnia 1949                     | 15 sierpnia 1949                     | wojskowy                                |
| (4)                                               |                                      | Haszim al-Atasi (1875–1960)          | 15 sierpnia 1949                     | 2 grudnia 1951                       | Partia Narodowa                         |
| –                                                 |                                      | Adib asz-Sziszakli (1909–1964)       | 2 grudnia 1951                       | 3 grudnia 1951                       | Syryjska Partia Socjal-Nacjonalistyczna |
| 11                                                |                                      | Fauzi Silu (1905–1972)               | 3 grudnia 1951                       | 11 lipca 1953                        | wojskowy                                |
| 12                                                |                                      | Adib asz-Sziszakli (1909–1964)       | 11 lipca 1953                        | 25 lutego 1954                       | Arabski Ruch Wyzwolenia                 |
| –                                                 |                                      | Maamun al-Kuzbari (1914–1998)        | 25 lutego 1954                       | 28 lutego 1954                       | bezpartyjny                             |
| (4)                                               |                                      | Haszim al-Atasi (1875–1960)          | 28 lutego 1954                       | 6 września 1955                      | Partia Narodowa                         |
| (8)                                               |                                      | Szukri al-Kuwatli (1891–1967)        | 6 września 1955                      | 22 lutego 1958                       | Partia Narodowa                         |
| Zjednoczona Republika Arabska (1958–1961)         |                                      |                                      |                                      |                                      |                                         |
| 13                                                |                                      | Gamal Abdel Naser (1918–1970)        | 22 lutego 1958                       | 29 września 1961                     | Unia Narodowa                           |
| Syryjska Republika Arabska (od 1961)              |                                      |                                      |                                      |                                      |                                         |
| –                                                 |                                      | Maamun al-Kuzbari (1914–1998)        | 29 września 1961                     | 20 listopada 1961                    | bezpartyjny                             |
| –                                                 |                                      | Izzat an-Nuss (1912–1976)            | 20 listopada 1961                    | 14 grudnia 1961                      | wojskowy                                |
| 14                                                |                                      | Nazim al-Kudsi (1906–1998)           | 14 grudnia 1961                      | 8 marca 1963                         | Partia Ludowa                           |
| 15                                                |                                      | Lu’aj al-Atasi (1926–2003)           | 9 marca 1963                         | 27 lipca 1963                        | bezpartyjny                             |
| 16                                                |                                      | Amin al-Hafiz (1921–2009)            | 27 lipca 1963                        | 23 lutego 1966                       | Partia Baas                             |
| 17                                                |                                      | Nur ad-Din al-Atasi (1929–1992)      | 25 lutego 1966                       | 18 listopada 1970                    | Partia Baas                             |
| –                                                 |                                      | Ahmad al-Chatib (1933–1982)          | 18 listopada 1970                    | 22 lutego 1971                       | Partia Baas                             |
| 18                                                |                                      | Hafiz al-Asad (1930–2000)            | 22 lutego 1971                       | 10 czerwca 2000                      | Partia Baas                             |
| –                                                 |                                      | Abd al-Halim Chaddam (1932–2020)     | 10 czerwca 2000                      | 17 lipca 2000                        | Partia Baas                             |
| 19                                                |                                      | Baszszar al-Asad (1965–)             | 17 lipca 2000                        | 8 grudnia 2024                       | Partia Baas                             |
| –                                                 |                                      | Ahmad asz-Szara (1982–)              | 8 grudnia 2024                       | 29 stycznia 2025                     | Hajat Tahrir asz-Szam                   |
| 20                                                |                                      | Ahmad asz-Szara (1982–)              | 29 stycznia 2025                     | obecnie                              | bezpartyjny                             |

## Przewodniczący Syryjskiej Koalicji Narodowej na rzecz Opozycji i Sił Rewolucyjnych
| Osoba | Osoba   | Osoba                         | Kadencja          | Kadencja         | Partia polityczna |
| Nr    | Portret | Imię i nazwisko               | Od                | Do               | Partia polityczna |
| ----- | ------- | ----------------------------- | ----------------- | ---------------- | ----------------- |
| 1     |         | Mu’az al-Chatib (1960-)       | 11 listopada 2012 | 22 kwietnia 2013 | bezpartyjny       |
| –     |         | Dżurdż Sabra (1947-)          | 22 kwietnia 2013  | 6 lipca 2013     | bezpartyjny       |
| 2     |         | Ahmad al-Dżarba (1969-)       | 6 lipca 2013      | 9 lipca 2014     | bezpartyjny       |
| –     |         | Hadi al-Bahra (1959-)         | 9 lipca 2014      | 4 stycznia 2015  | bezpartyjny       |
| 3     |         | Chalid Chudża (1965-)         | 4 stycznia 2015   | 5 marca 2016     | bezpartyjny       |
| 4     |         | Anas al-Abda (1967-)          | 5 marca 2016      | 6 maja 2017      | bezpartyjny       |
| 5     |         | Rijad Sajf (1946-)            | 6 maja 2017       | 6 maja 2018      | bezpartyjny       |
| 6     |         | Abd ar-Rahman Mustafa (1964-) | 6 maja 2018       | 29 czerwca 2019  | bezpartyjny       |
| (4)   |         | Anas al-Abda (1967-)          | 29 czerwca 2019   | 12 lipca 2020    | bezpartyjny       |
| 7     |         | Nasir al-Hariri (1977-)       | 12 lipca 2020     | 12 lipca 2021    | bezpartyjny       |
| 8     |         | Salem al-Meslet (1959-)       | 12 lipca 2021     | 12 września 2023 | bezpartyjny       |
| 9     |         | Hadi al-Bahra (1959-)         | 12 września 2023  | 12 lutego 2025   | bezpartyjny       |